# دانا اولمرت

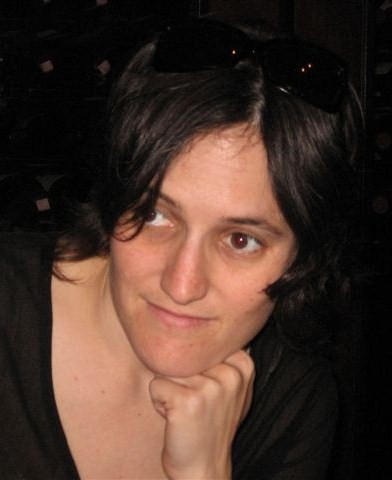

دانا اولمرت (به عبری: דנה אולמרט) فعال چپ‌گرای اسرائیلی و استاد ادبیات عبری است.
او که دختر ایهود اولمرت نخست وزیر سابق اسرائیل است، دارای مدرک دکترا (PhD) در رشته ادبیات از دانشگاه عبری اورشلیم است. وی همچنین از استادان دانشگاه تل‌آویو است..
دانا اولمرت عضو سازمان غیردولتی و چپ‌گرای مچسام واچ و از حامیان فلسطینیان است.
همچنین، وی اعلام کرده است که همجنس‌گرا است و از رژه همجنس‌گرایان (Pride parade) در اسرائیل حمایت خواهد کرد. او هم‌اکنون همراه با شریک زندگی‌اش در شهر تل‌آویو اقامت دارد.